# خورخي غويلرمو بورغز هاسلام
خورخي غويلرمو بورغز هاسلام (بالإسبانية: Jorge Guillermo Borges)‏ هو كاتب وفيلسوف ومحامي ومترجم أرجنتيني، ولد في 24 فبراير 1874 في مدينة بارانا، انتري ريوس في الأرجنتين، وتوفي في 14 فبراير 1938 في بوينس آيرس في الأرجنتين.